# 小崎登明
小崎 登明（おざき とうめい、1928年3月1日 - 2021年4月15日、本名・田川幸一）は、日本のカトリック修道士。長崎の被爆体験者の一人。アウシュヴィッツ＝ビルケナウ強制収容所で死亡した聖人・マキシミリアノ・コルベの研究家として知られる。

## 生涯
日本統治下の朝鮮咸鏡北道羅津に生まれる。本籍は、長崎市外海町黒崎。
父親は、隠れキリシタンの末裔で、カクレ・キリシタンの里といわれている長崎県・旧外海（そとめ）の出身。遠藤周作文学館のすぐ近くに生家がある。母親は、長崎市の浦上キリシタン。羅津在住当時、町で唯一のカトリック信者であり、その両親からカトリック信仰を受け継いだ。 
1935年（昭和10年）、羅津で精肉店を営んでいた父が急死。1941年（昭和16年）にカリエスを患い帰国し、母親の実家である長崎市浦上へ移り住む。長崎医科大学附属病院（現・長崎大学病院）に1年半入院した。退院後、大学の耳鼻科研究室の補助員を勤めた。1944年（昭和19年）より三菱兵器製作所の工員となり、長崎市郊外にあった三菱重工業長崎兵器製作所住吉トンネル工場（道ノ尾第六工場）で働く。
1945年（昭和20年）8月9日の長崎原爆投下時には、爆心地から2.3キロメートル離れた住吉トンネル工場内で航空魚雷の部品を製造中に被爆。爆心地から約500メートル地点にあった岡町の自宅は焼失し、母親は遺体も発見できなかった。10月8日、コルベ神父によって創設された聖母の騎士修道院を訪れ、ゼノ・ゼブロフスキー修道士やミロハナ神父に迎えられた。これをきっかけにコンベンツァル聖フランシスコ修道会の修道士となる道に進む。
聖母の騎士小学校・椿原中学校（諫早市）の校長を務めた。
1991年（平成3年）、聖母の騎士修道院内の聖コルベ記念館担当となり、その後館長を務めた。母親の50回忌となる 1994年（平成6年）8月9日より、被爆体験を語る語り部として活動を始める。
2007年まで長崎平和推進協会の継承部会に所属。語り部として修学旅行生らに被爆体験や平和の大切さを伝えた。
2018年1月28日（平成30年）、長崎市原爆資料館にて、ポーランドの外務大臣名誉勲章「ベネ・メリト」を受章した。ベネ・メリト勲章は、国際社会でポーランドの地位向上に貢献した人物に贈られる。
日本にポーランドの文化を伝え、両国のきずなを深めたと高く評価された。
2019年7月5日（令和元年）、地元の中学校で「平和教育講演会」の講師を務め、自らの体験を語り「平和の大切さ」・「許し合う心」を伝えた。
2020年8月9日、NHKEテレ「こころの時代　〜宗教・人生〜」にて「弱さを希望に　〜カトリック修道士・小崎登明さん〜」が放送される。
2021年1月27日、毎日欠かさず書き続けてい自らのブログの中で、膵臓がんであることを明らかにした。
2021年2月25日、入院中の病院からオンラインによるビデオ会議を使って長崎平和推進協会の職員研修を行った。長崎新聞に「小崎さん“最後”の語り部活動」として掲載される。
2021年3月1日、93歳の誕生日を迎えた。毎日掲載を続けているブログのタイトルを「小崎登明の93歳日記」に更新。入院と信仰の日々を赤裸々に綴っている。
2021年4月15日、膵臓がんのため、長崎市内の病院で死去。93歳没。

## 著書『長崎のコルベ神父』の英語訳出版
長崎純心大学の荒木慎一郎教授が生前の小崎登明と連絡をとりながら彼の著書『長崎のコルベ神父』を英訳。アメリカにあるジョージタウン大学のケビン・ドーク（Kevin M. Doak）教授が校正に協力し、米カトリック系出版社から『Father Kolbe in Nagasaki』として 2021年8月に出版した。